# Diogo de Castilho
Diogo de Castilho (em castelhano: Diego de Castillo; Trasmiera, c. 1490 – Coimbra, 1574) foi um arquiteto e empreiteiro de origem cantábria ativo em Portugal desde 1509 até à sua morte. Ficou particularmente ligado à cidade de Coimbra, onde desenvolveu intensa atividade (enquanto arquiteto-empreiteiro, tinha brigadas de trabalhadores em obras simultâneas), marcando o gótico final (intervenções no Mosteiro de Santa Cruz, no Mosteiro de São Marcos de Coimbra, etc.) e a emergência do novo idioma renascentista (Colégios Universitários na Rua da Sofia, etc.), tendo ainda ocupado cargos destacados no âmbito da vida citadina.

## Biografia
A sua ascendência permanece incerta; segundo Pedro Dias, no entanto, praticamente todos os autores são unânimes em aceitar que o seu pai era o abade de Liérganes, na Cantábria. Diogo de Castilho era irmão, dez anos mais novo, de João de Castilho, com o qual trabalhou no início de carreira. Foi casado com Isabel Ilharco, filha de um negociante de ferro.
Veio para Portugal em 1509 e durante dois anos esteve envolvido com João de Castilho nas obras da capela-mor da Sé de Braga. A sua formação gótico-manuelina prosseguiu em Lisboa ao trabalhar na construção do Mosteiro dos Jerónimos (1517), assumindo depois a responsabilidade da construção dos túmulos de D. Afonso Henriques e Sancho I na igreja do Mosteiro de Santa Cruz, Coimbra, cuja conceção geral lhe é atribuída (esta atribuição não é unânime; segundo Pedro Dias, dada a pouca experiência anterior de Diogo, a conceção deverá ter sido de João de Castilho, tendo Diogo vigiado e dirigido a obra). Realiza empreitadas nas regiões do Porto e de Coimbra (Tentúgal; Góis).
Radica-se na cidade do Porto e, depois, em Coimbra (c. 1533). Logo em 1524 é nomeado mestre das obras dos paços reais de Coimbra, para substituir Marcos Pires, entretanto falecido; sete anos mais tarde é instituído no cargo de mestre pedreiro (arquiteto e empreiteiro) das obras do Mosteiro de Santa Cruz (1531/1547). Ficaria também intimamente associado à implantação da Universidade de Coimbra, sendo responsável pela conceção e edificação de vários colégios localizados na Rua da Sofia (ou da Sabedoria), nomeadamente o emblemático Colégio da Graça, fundado em 1543, que serviu de matriz para os que se lhe seguiram.  Coimbra iria, assim, ocupar o epicentro da sua atividade, que se repartiu por um vasto leque de empreendimentos, alguns puramente arquitetónicos, outros predominantemente de engenharia (obras do reparo da ponte e encanamento, etc.).
Trabalhou de início dentro de parâmetros tardo-medievais, alcançando mais tarde um novo estatuto, vindo a ocupar cargos destacados na cidade de Coimbra (nomeadamente enquanto interlocutor junto do rei em representação dos interesses do Mosteiro de Santa Cruz). Em 1547 D. João III nomeou-o cavaleiro da Casa Real. Diogo de Castilho privou com altas dignidades da época (tanto a nível local como central), desfrutando de uma posição social e financeira privilegiada.

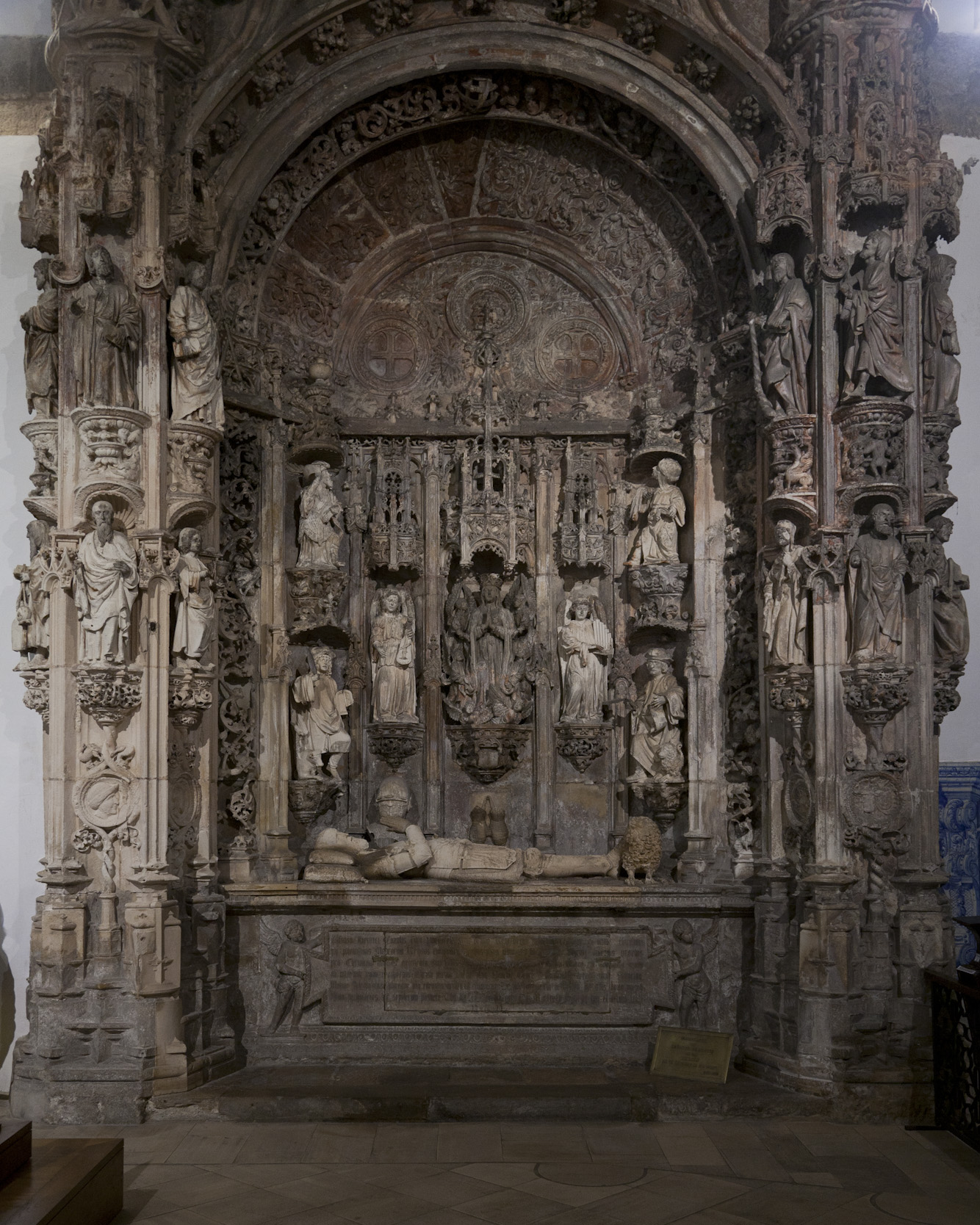
Túmulo de D. Afonso Henriques
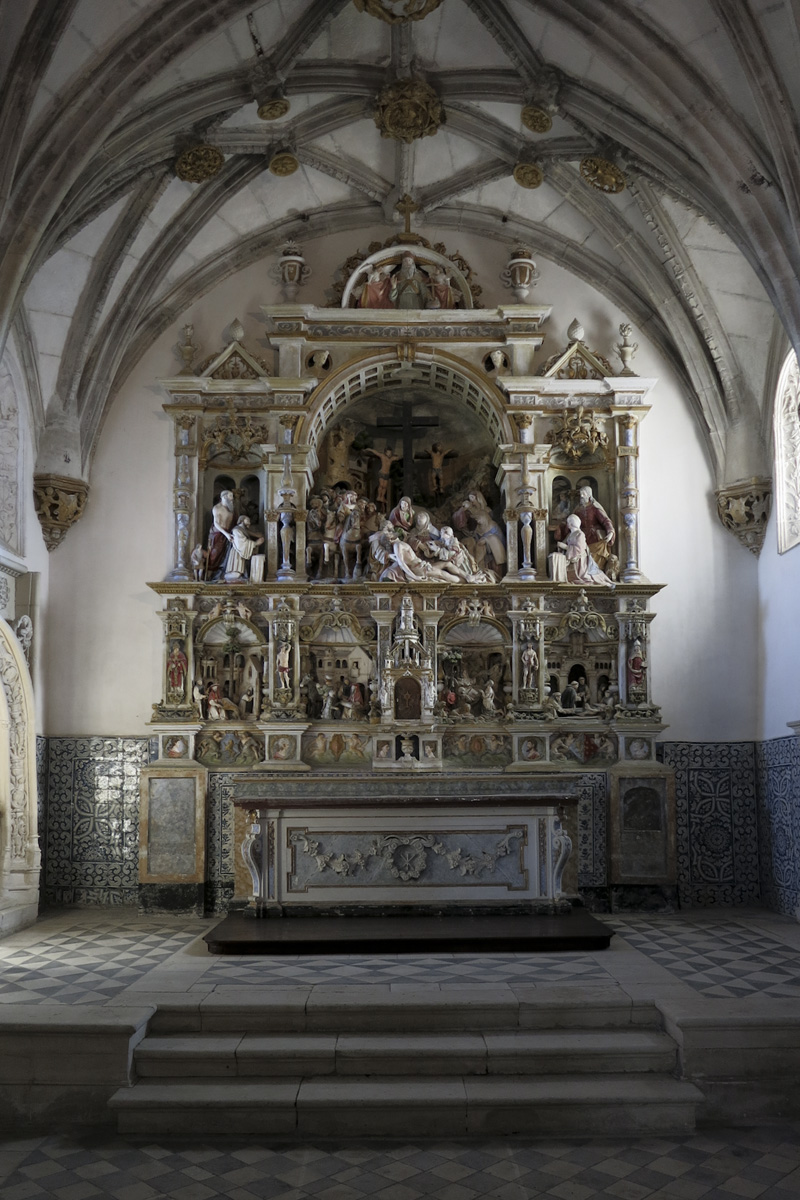
Capela-mor, Igreja do Mosteiro de S. Marcos
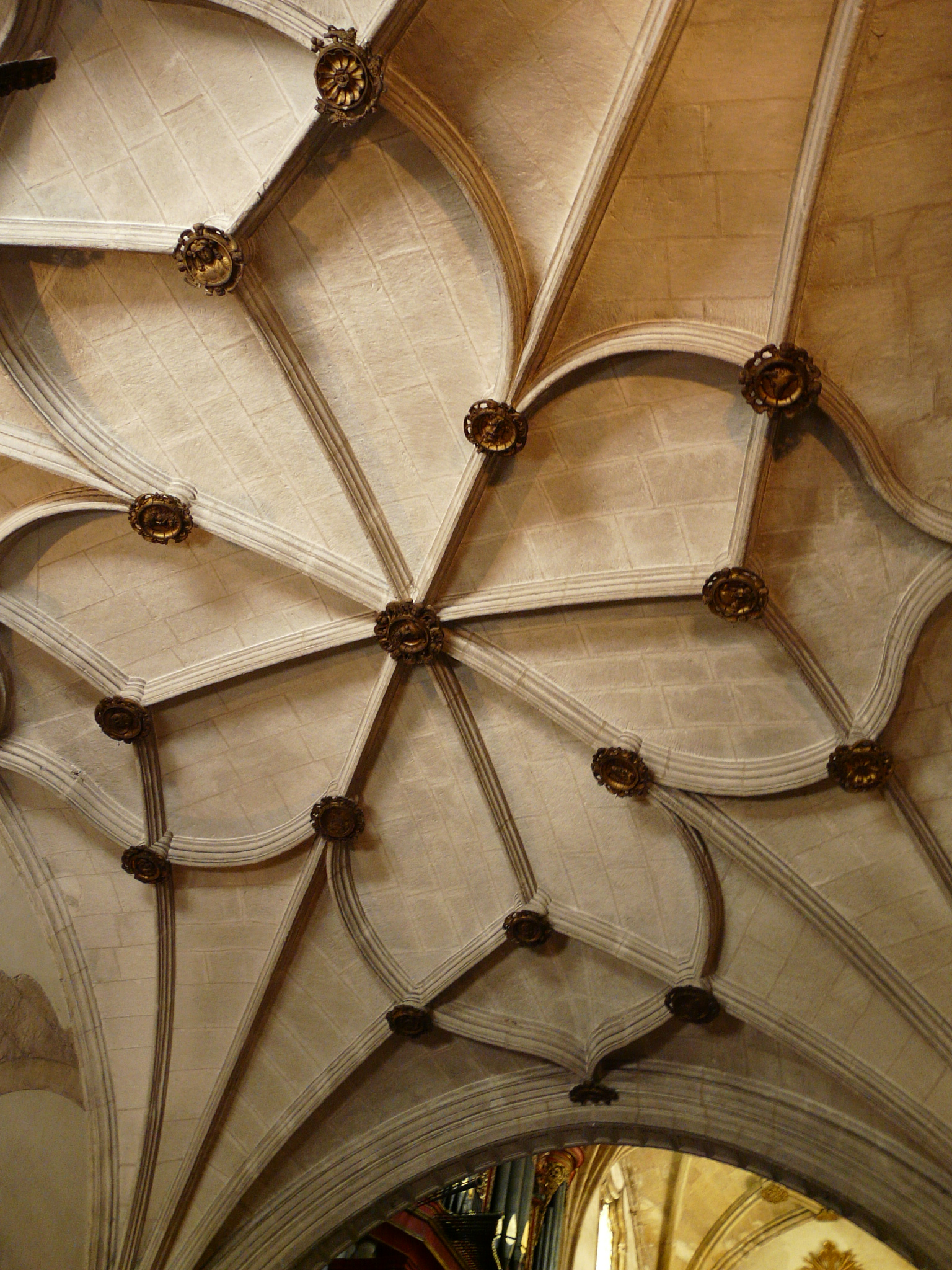
Abóbada, coro-alto, Igreja do Mosteiro de Santa Cruz
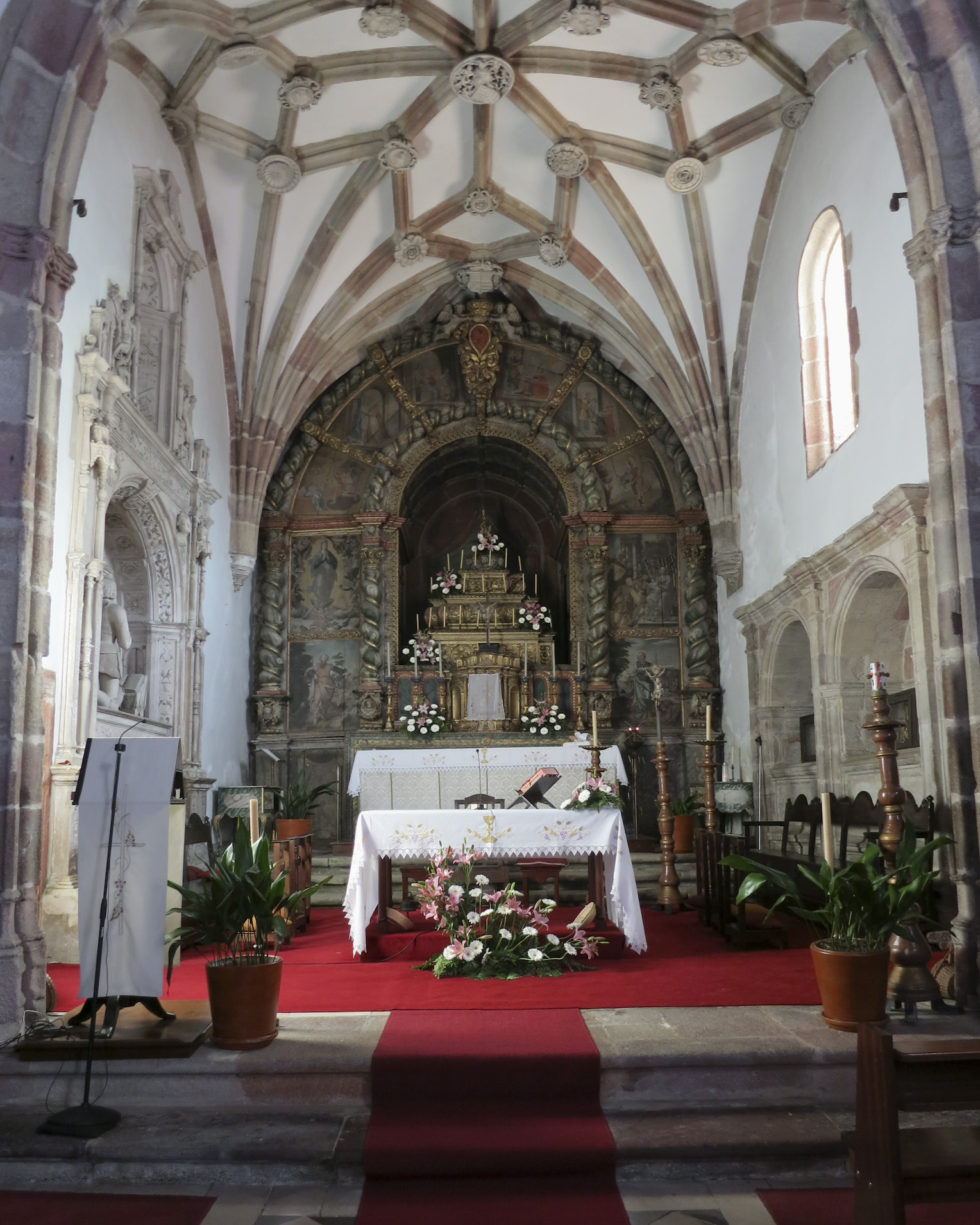
Capela-mor, Igreja Matriz de Góis
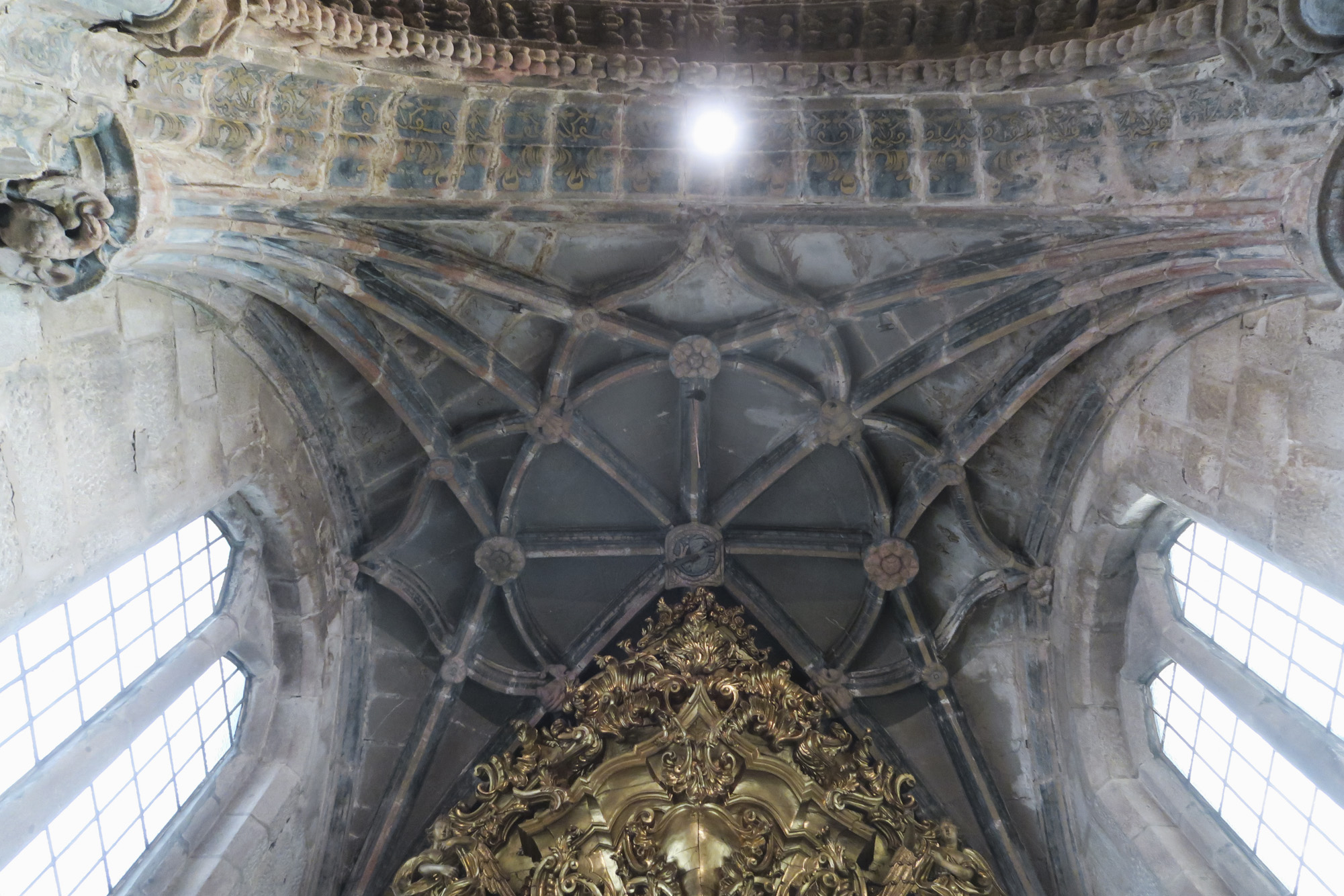
Capela de S. João Batista, Igreja de S. Francisco, Porto
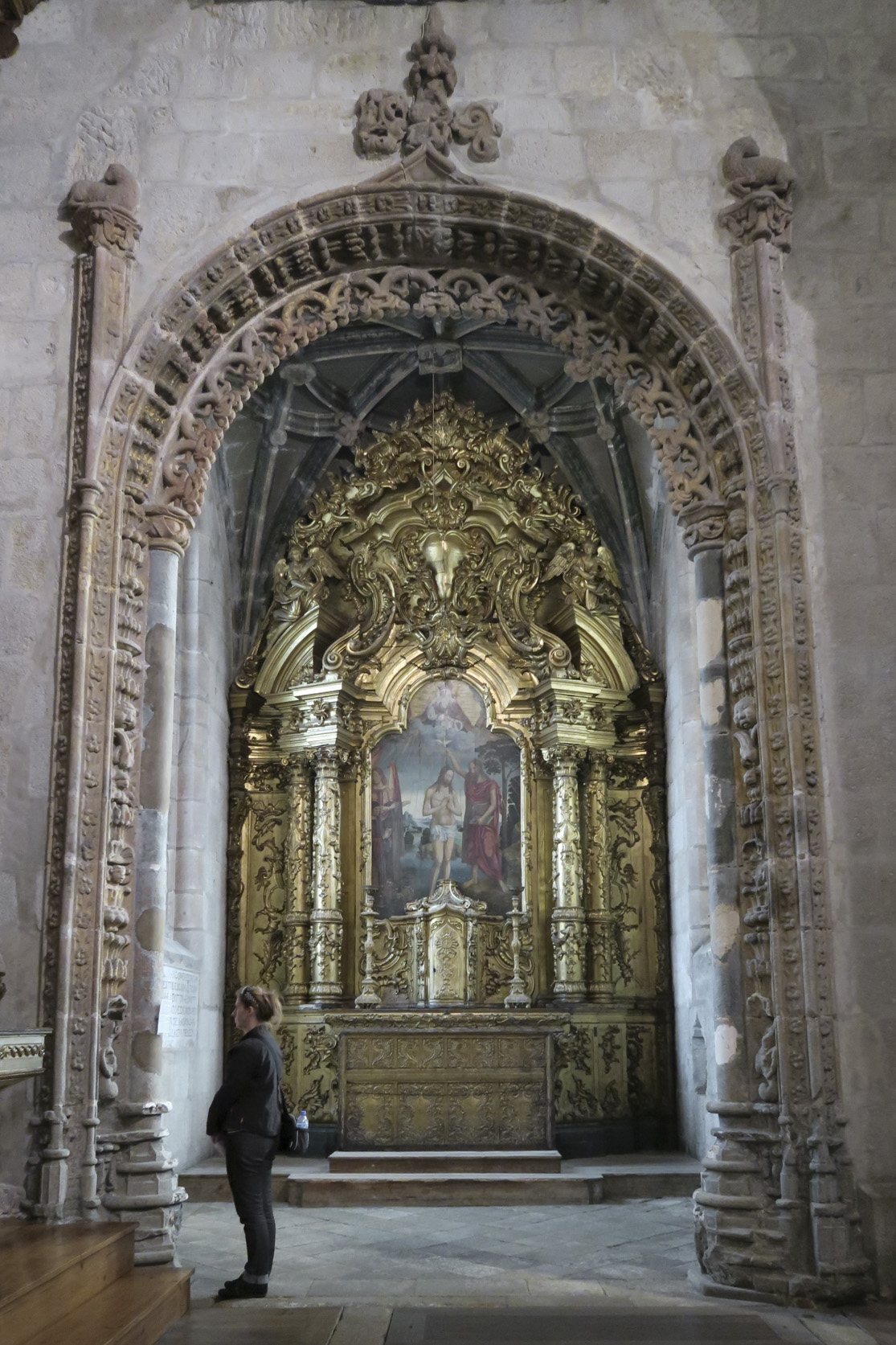
Capela de S. João Batista, Igreja de S. Francisco, Porto
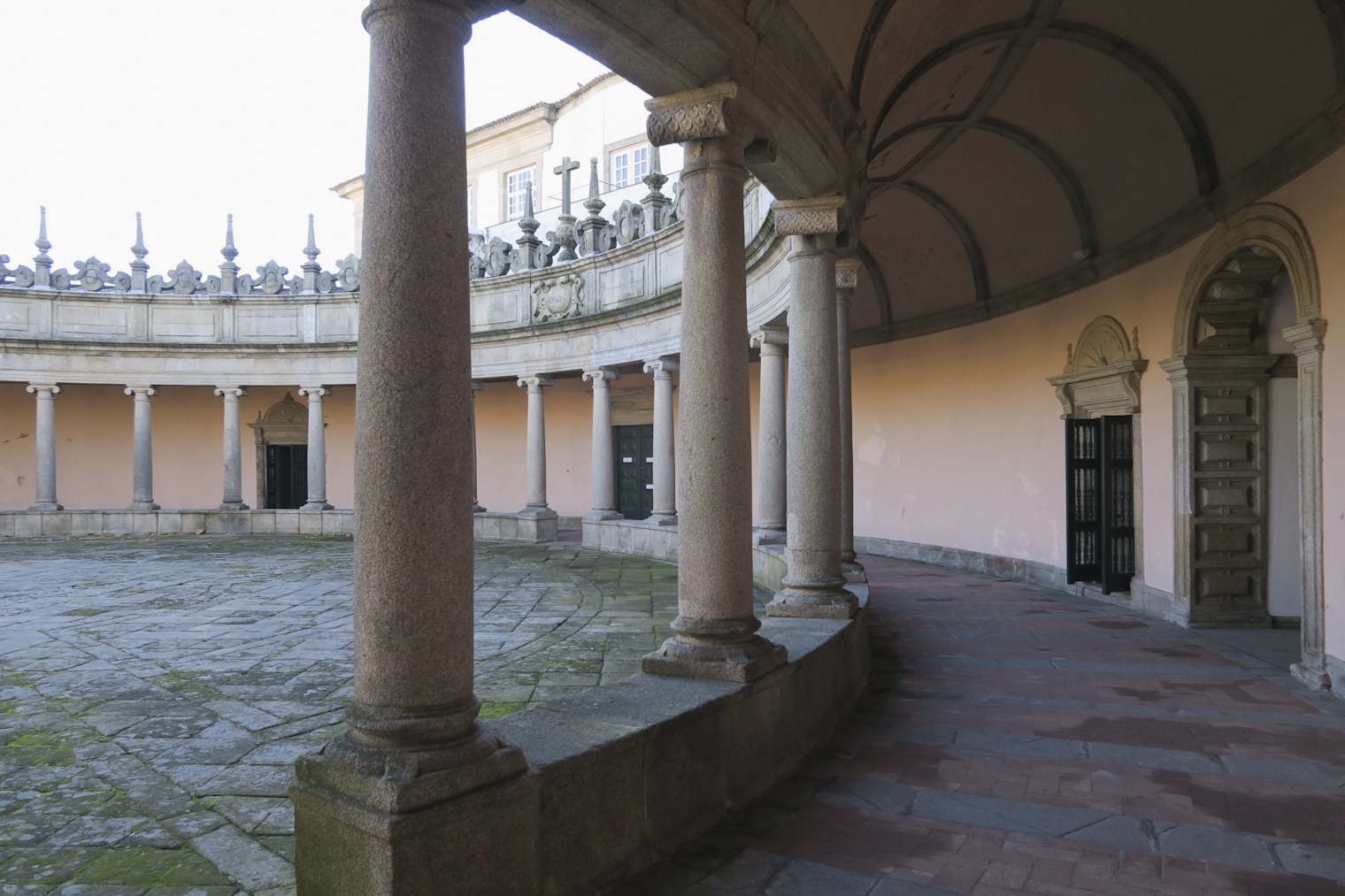
Claustro, Mosteiro da Serra do Pilar, Vila Nova de Gaia

## Obra
A obra de Diogo de Castilho percorreu tempos diferentes, emergindo no período do manuelino, de que podem citar-se como exemplos o coro-alto de Santa Cruz, as capelas-mor da Igreja Matriz de Góis e da Igreja do Mosteiro de São Marcos, ou a capela de São João Batista na Igreja de São Francisco, Porto (que Pedro Dias considera uma "joia arquitetónica"). Viria depois a afirmar-se em pleno no quadro de valores do renascimento, realizando obras marcantes da arquitetura portuguesa desse período. Para essa abertura à influência clássica terá contribuído o contacto com Nicolau Chanterene, com quem contactou em Lisboa e Coimbra, com João de Castilho, que cedo integrou as novas direções na sua obra, com Frei Brás de Barros, o grande reformador de Santa Cruz, e com João de Ruão.
Na obra dos novos colégios universitários de Coimbra Diogo Castilho aperfeiçoou o novo estilo e acomodou-o às exigências da nova situação. Destaque-se o Colégio da Graça (classificado como Monumento Nacional em 1997), onde fixou o modelo para os restantes colégios universitários conimbricenses, muitos deles também de sua autoria. Com este vasto conjunto de edificações Diogo de Castilho deu um importante contributo  "para a implantação local e na região envolvente (e mesmo à escala nacional e extraeuropeia) do novo formulário" (Paulo Pereira, 1992).
Com decoração austera, tanto o claustro como a igreja do Colégio da Graça apresentam aspetos inovadores, contando-se entre as primeiras edificações portuguesas desenhadas segundo o novo estilo renascentista. Foi nesta igreja que se fez a implementação original da planta de nave única com capelas intercomunicantes. O seu interior apresenta planta longitudinal, com nave única coberta com abóbada de pedra de caixotões e seis capelas laterais, tendo a capela-mor, quadrada, largura igual à da nave e do coro-alto. O claustro começou a ser edificado cerca de 1548; aqui, Diogo de Castilho utilizou a ordem jónica (recomendada para edifícios de letrados no tratado de Sebastiano Serlio), e inspirou-se no Claustro da Hospedaria do Convento de Cristo em Tomar (este modelo claustral seria repetidamente glosado nos colégios posteriores). De planta quadrada e ângulos cortados, o claustro do Colégio da Graça "apresenta uma estrutura de dois pisos, com três tramos por banda. O piso térreo possui arcada geminada e é coberto por abóbada de berço, cujos arcos torais estão apoiados em mísulas. O andar nobre [de outra autoria] terá sido edificado somente no século XVII. Os capitéis do claustro foram desenhados à semelhança dos capitéis esculpidos nas pilastras da igreja".
Com a sua intensa atividade na cidade de Coimbra Diogo de Castilho "definiu tipologias próprias e estabeleceu parâmetros do desenvolvimento arquitetónico da cidade durante um largo período. [...] Em Coimbra ir-se-á estabelecer, sob sua responsabilidade, um conjunto homogéneo de espaços arquitetónicos num sentido coerente do imaginário das formas. Rejeitando deliberadamente formulários e impondo conceções que iria explorar quase até à exaustão e à imutabilidade formal, aparece-nos um conjunto coeso que começa a tomar forma na década de 40 e se irá prolongar e estender para além da sua morte".

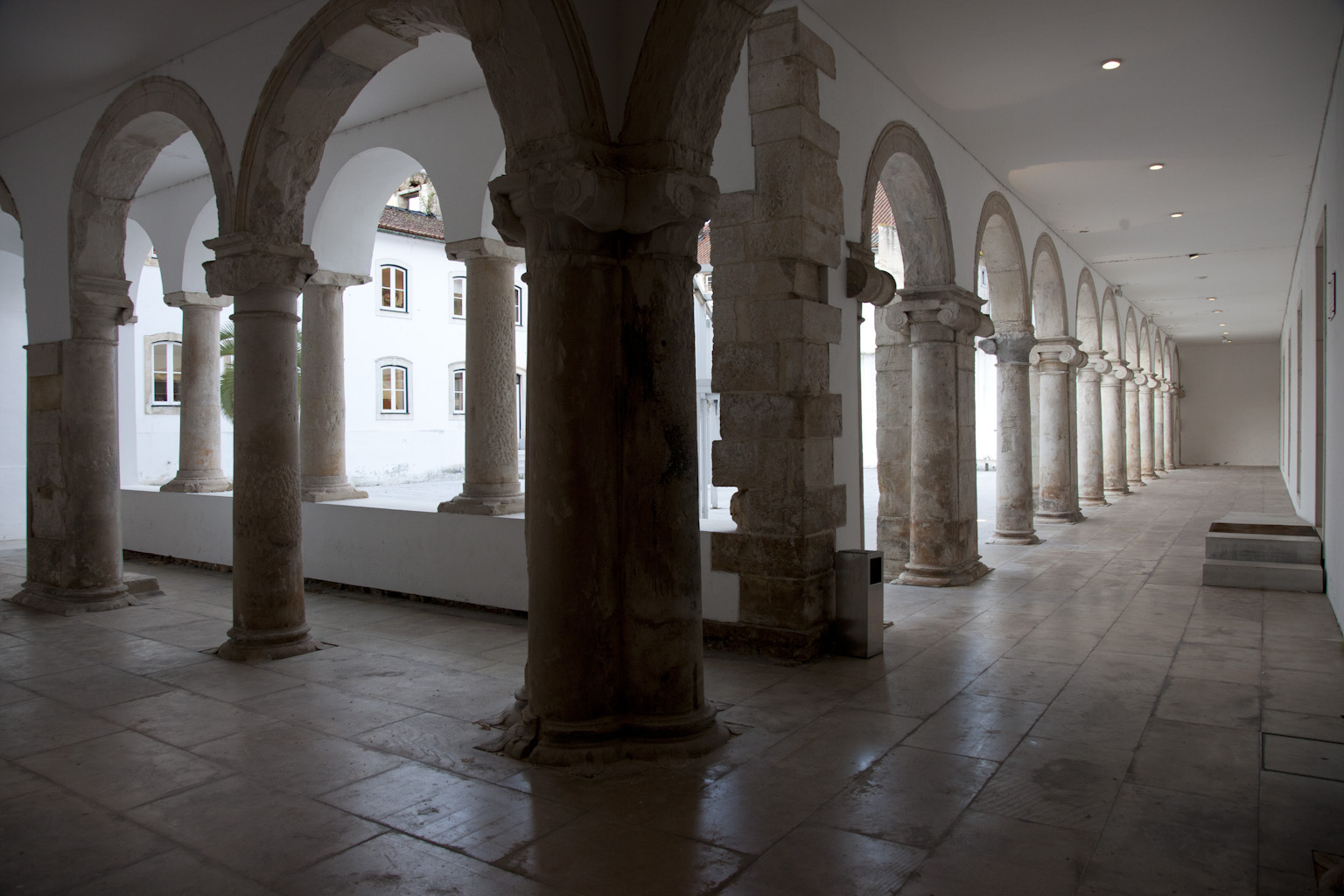
Antigo Colégio das Artes (inaugurado em 1548)
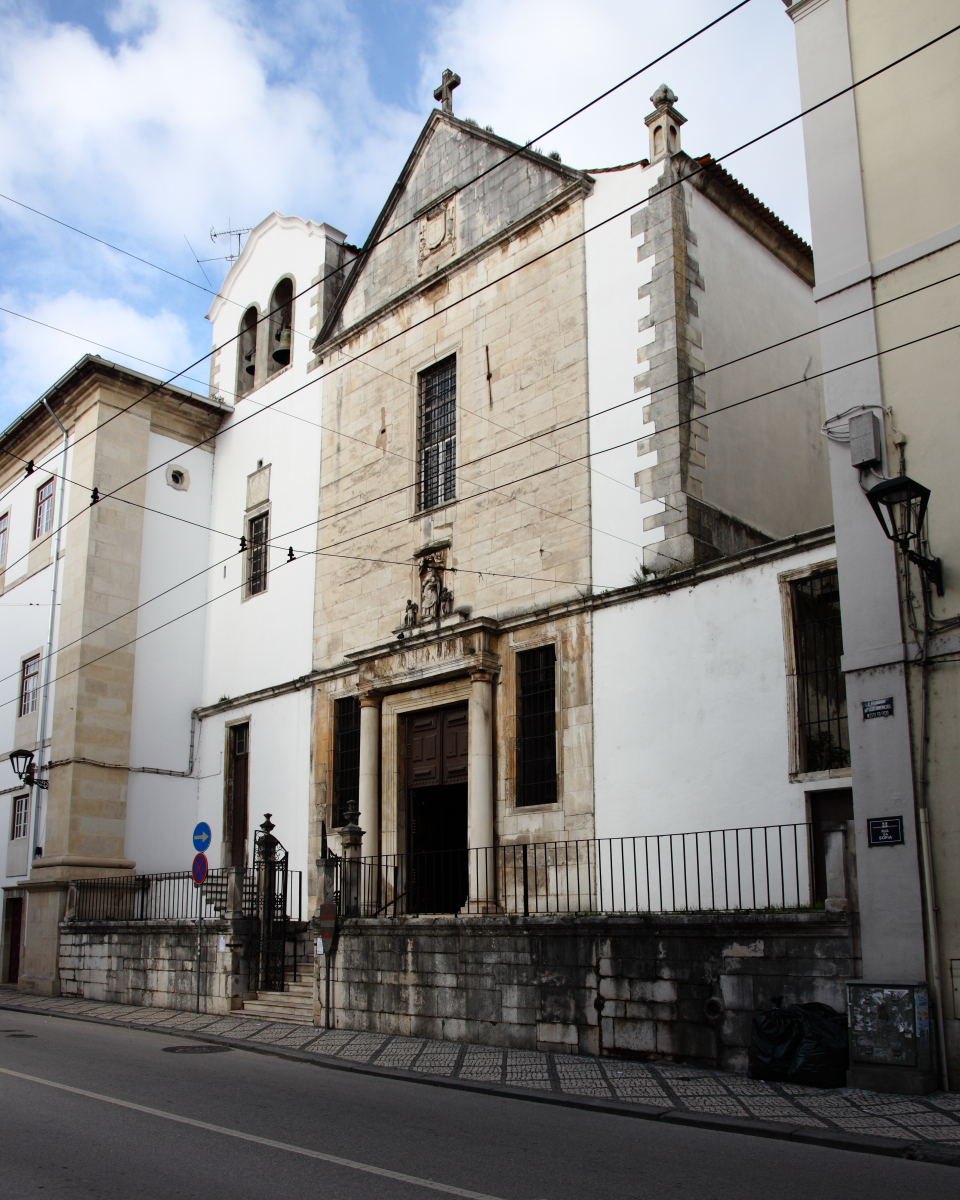
Igreja da Graça
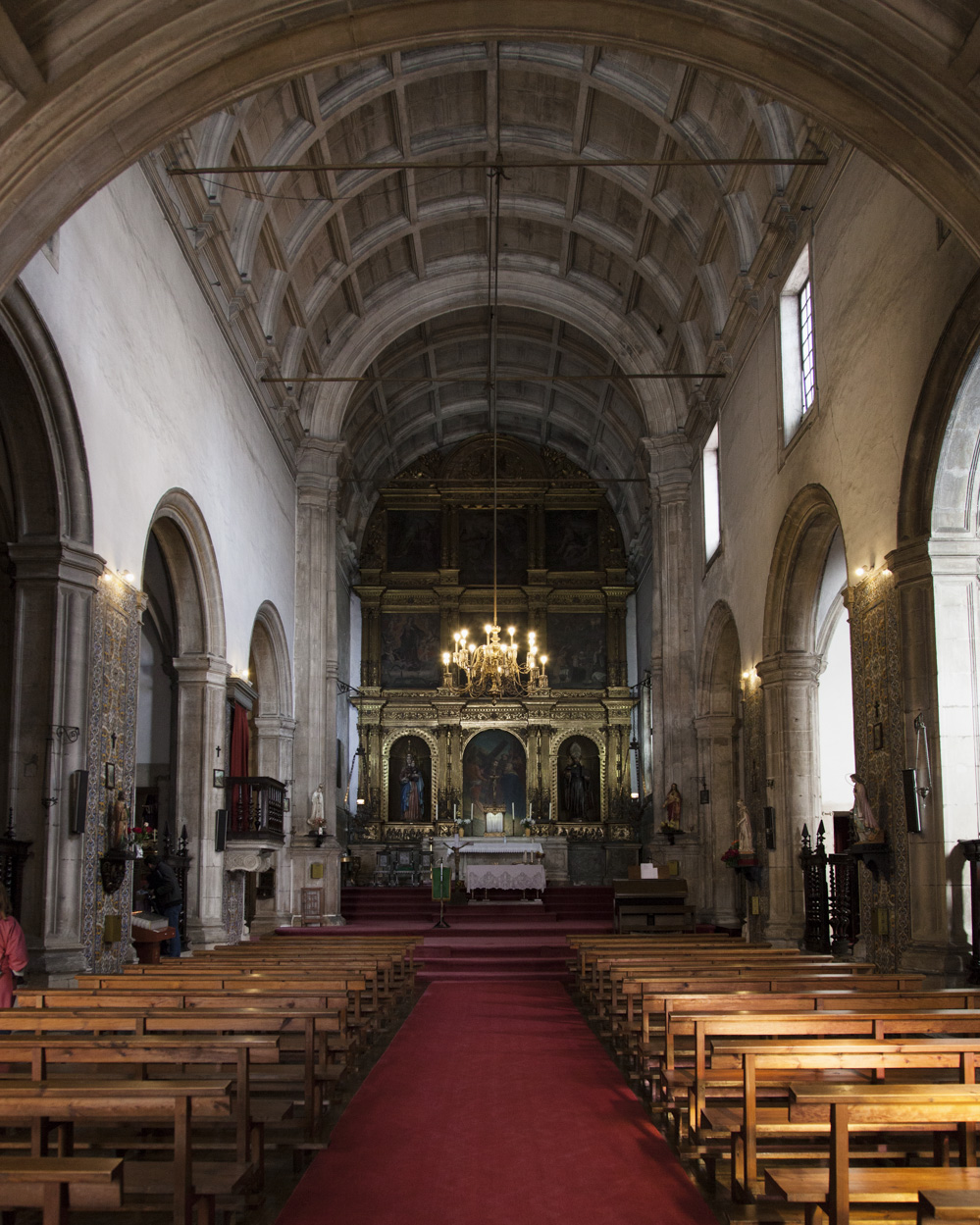
Igreja da Graça
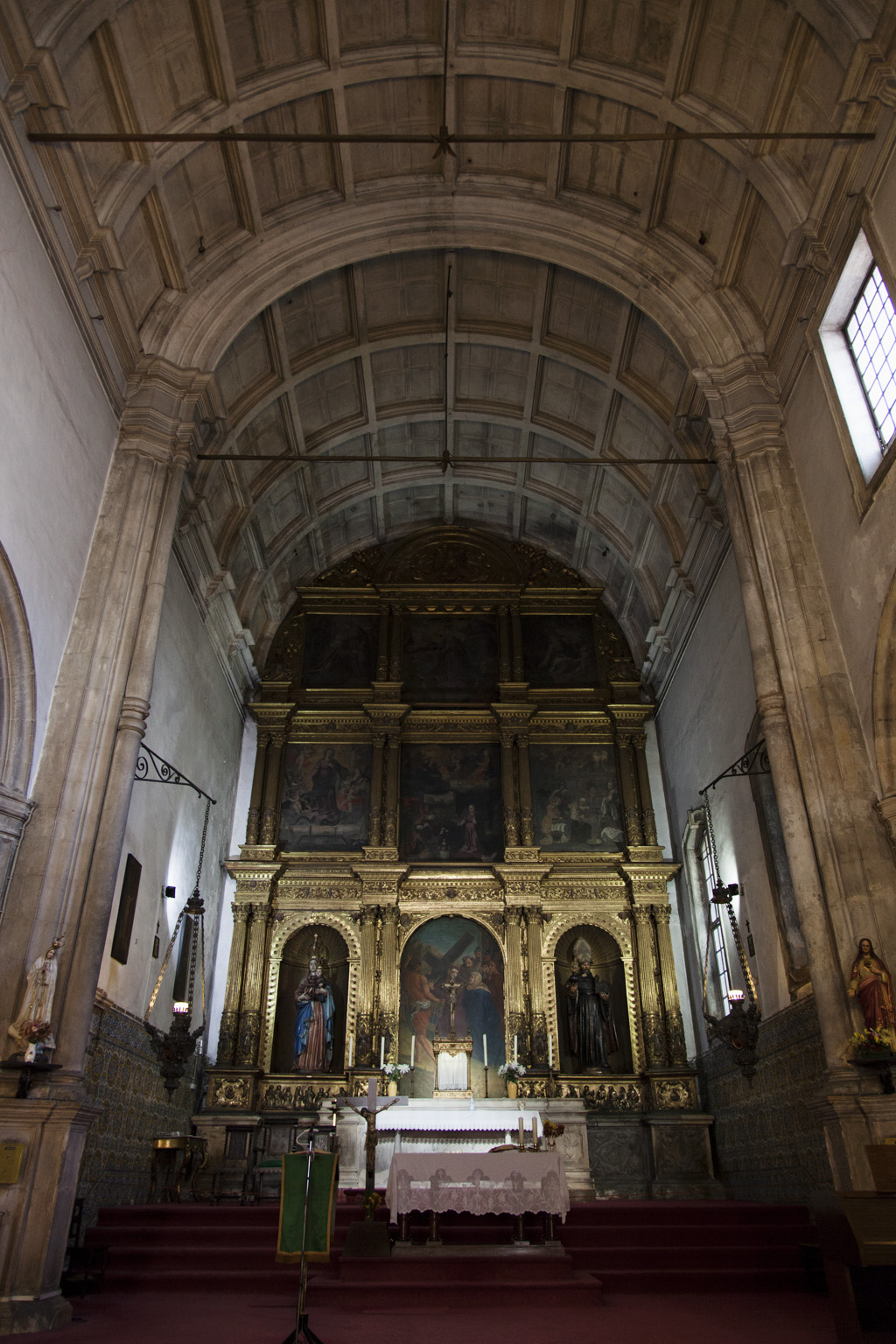
Igreja da Graça
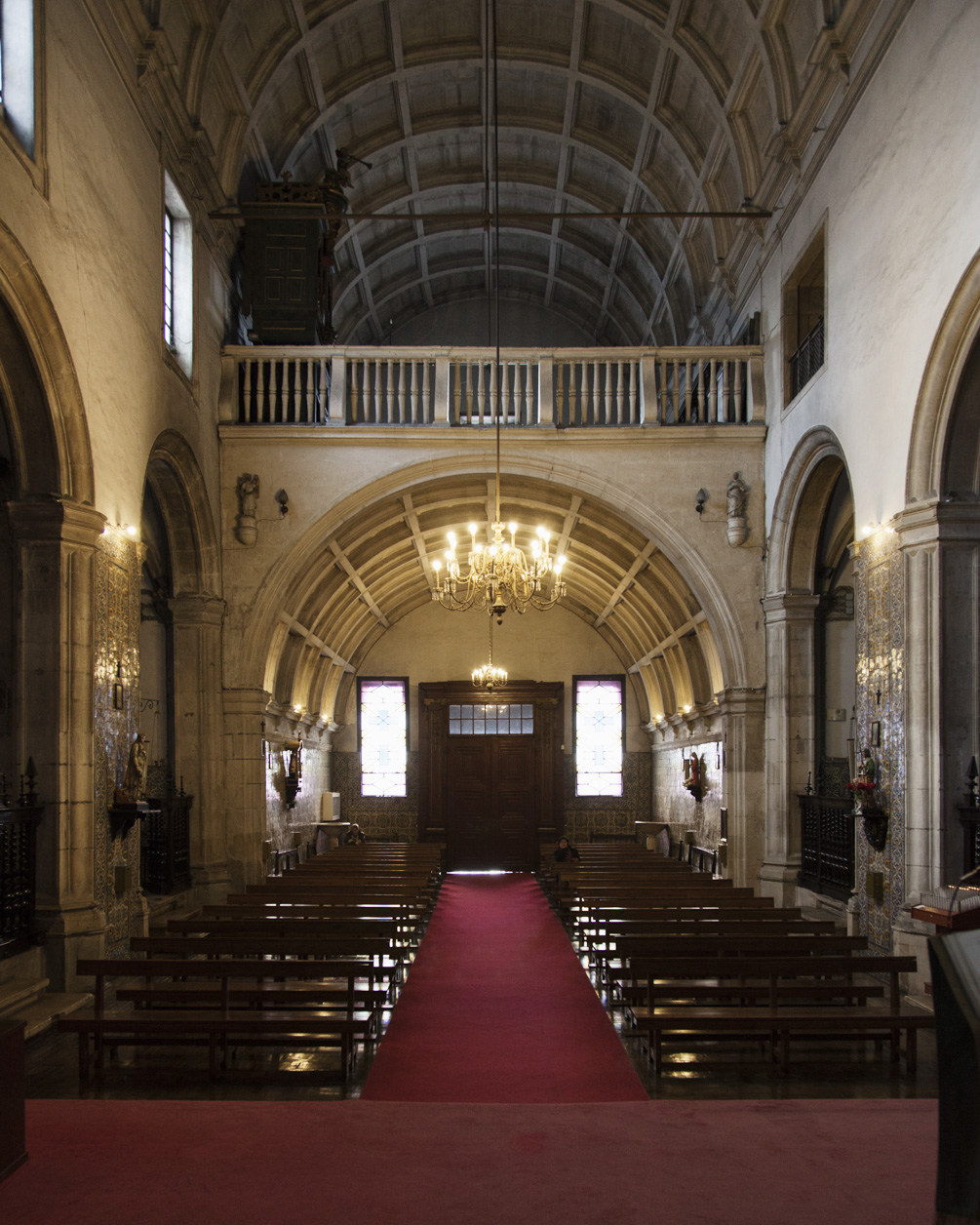
Igreja da Graça
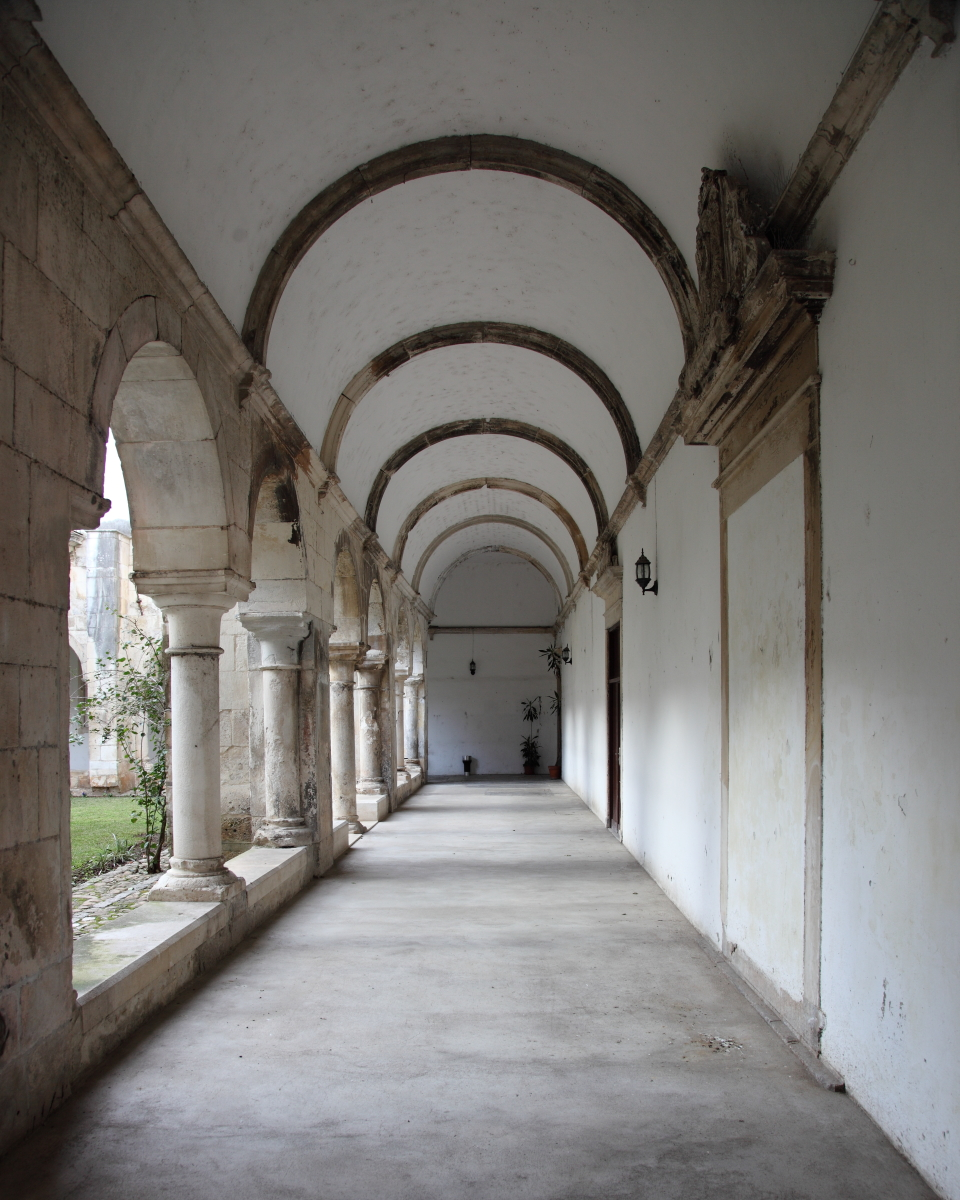
Claustro do Colégio da Graça
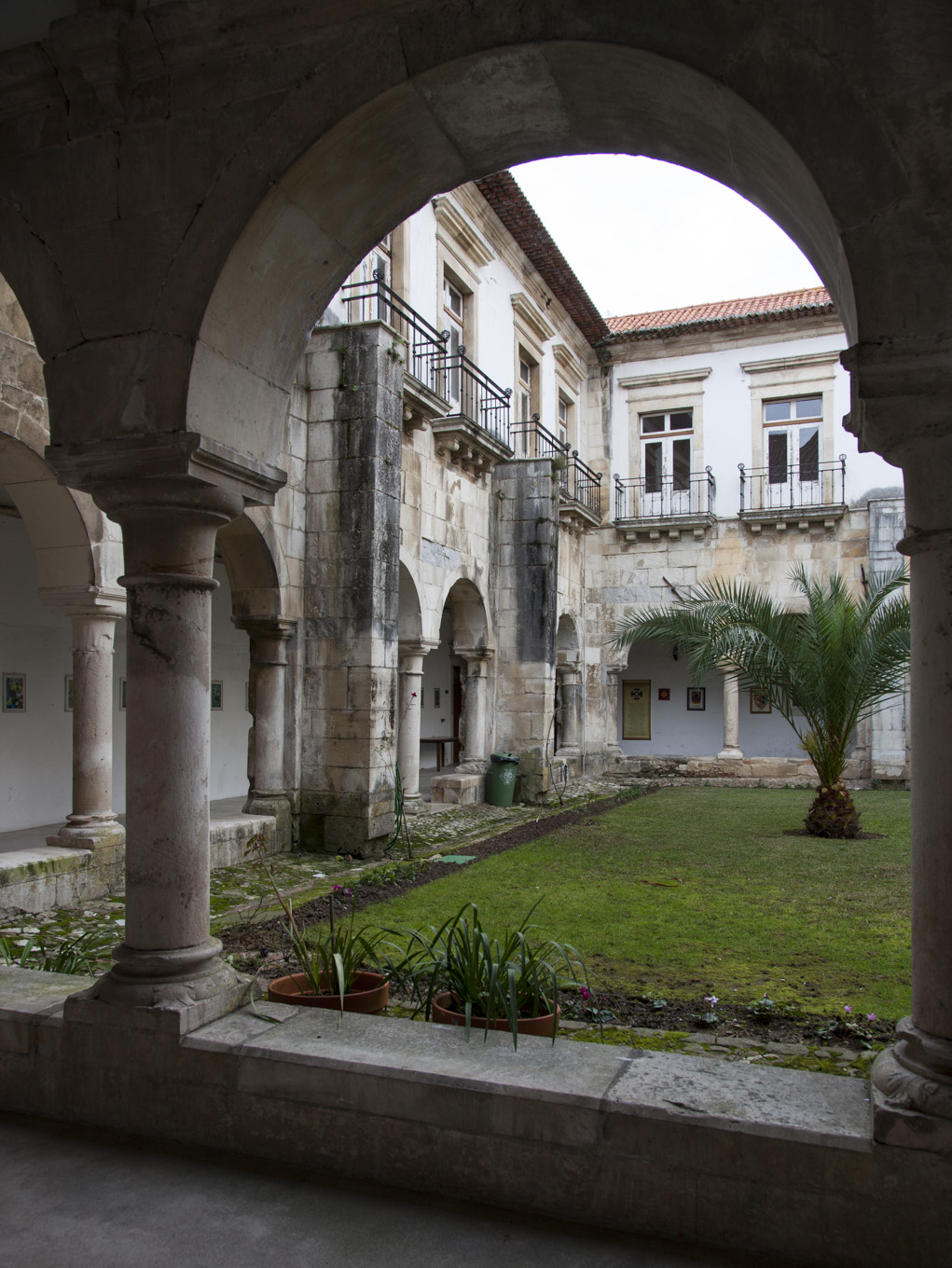
Claustro do Colégio da Graça
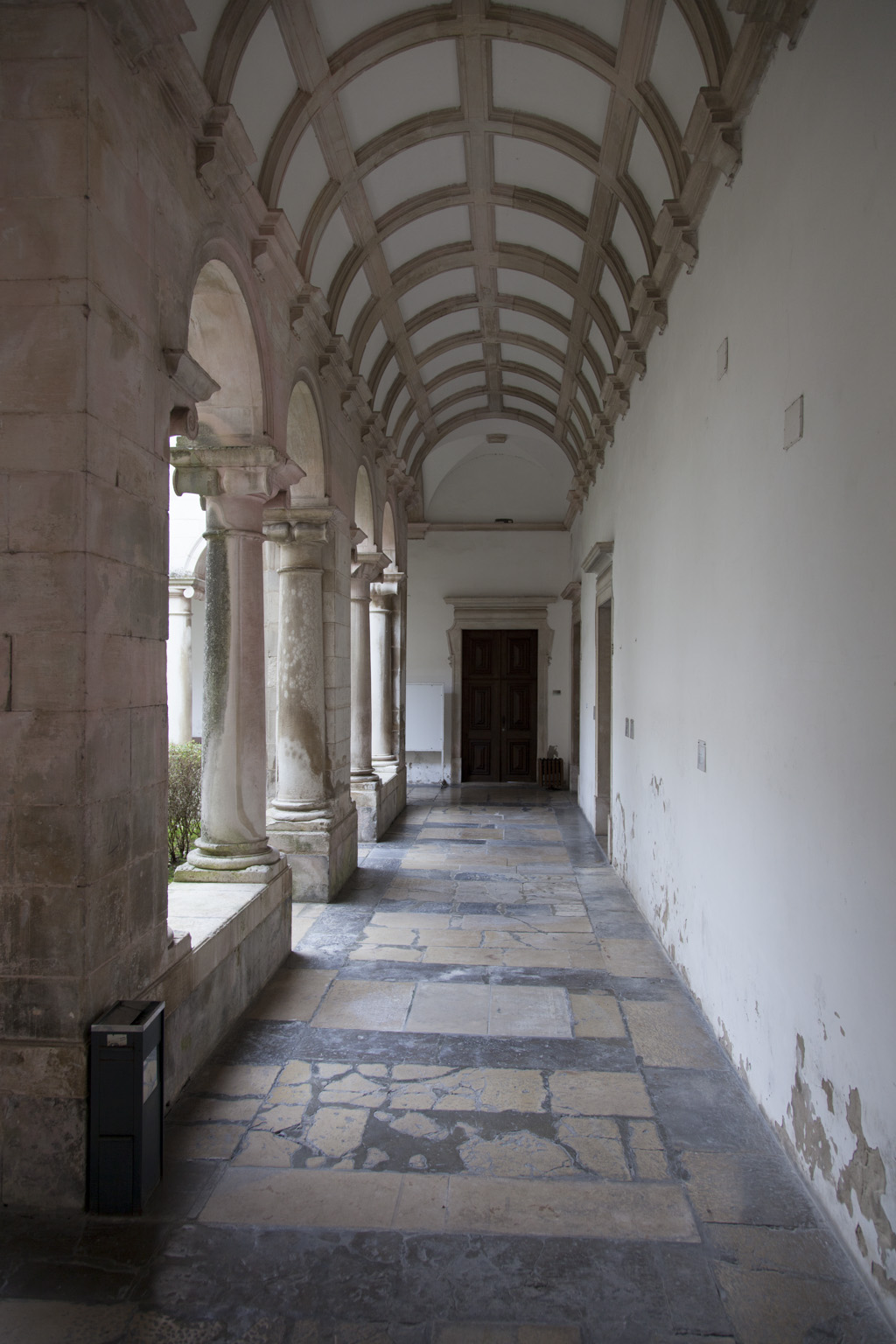
Claustro do Colégio São Jerónimo
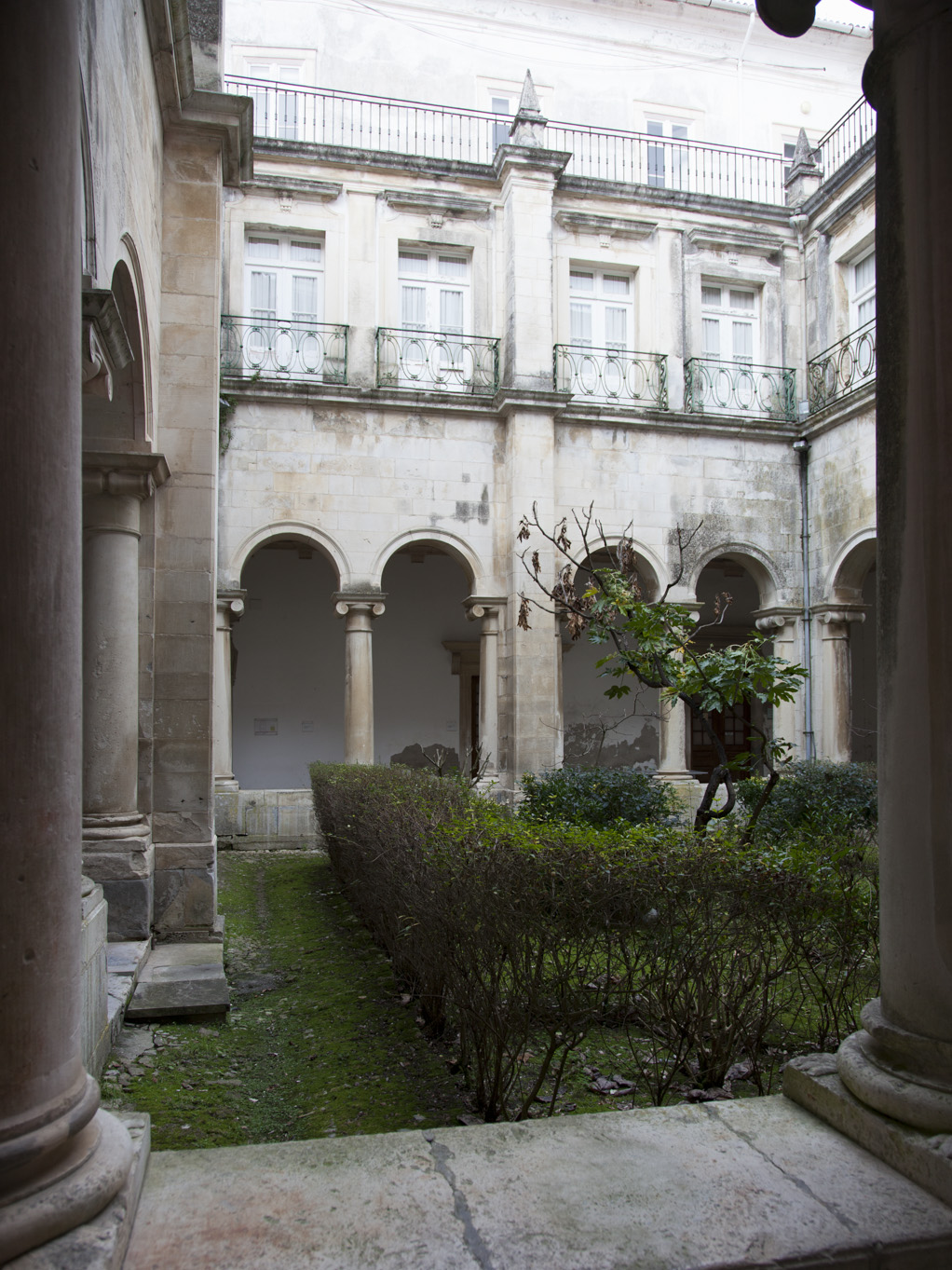
Claustro do Colégio São Jerónimo

## Algumas obras[2][4][3]
- Conceção global e direção da construção dos túmulos de D. Afonso Henriques e D. Sancho I, Igreja do Mosteiro de Santa Cruz, Coimbra (c. 1518-1522).
- Capela-mor da Igreja do Mosteiro de São Marcos de Coimbra, Tentúgal (1522-1523).
- Coro-alto e refeitório do Mosteiro de Santa Cruz, Coimbra (contrato de 1528).
- Igreja de São João das Donas – hoje Café Santa Cruz (1527-1530).
- Capela de S. João Batista, ou de João Carneiro ou do Desagravo (c. 1530), Igreja de São Francisco (Porto).[7]
- Capela-mor da Igreja Matriz de Góis (concluída em 1531).
- Capela-mor da Igreja de Trofa do Vouga (1534).
- Coro-alto da Igreja de S. Pedro de Frades (1539).
- Conceção da versão inicial da igreja e do claustro do Mosteiro da Serra do Pilar (com João de Ruão); a autoria das edificações atuais continua a levantar dúvidas, pois o mosteiro foi reconstruído no século XVII sem que se conheça o autor ou se saiba se a traça definitiva foi fiel à configuração quinhentista inicial (vários indícios permitem admitir que o claustro atual poderá ser próximo da traça original).[9]
- Colégio da Graça, Rua da Sofia, Coimbra (fundado por D. João III em 1543).[8]
- Lanço Novo, construído c. 1547-1548 para albergar o Colégio das Artes , Coimbra.
- Colégio do Carmo, Rua da Sofia, Coimbra (início em 1548; claustro de 1600, obra do pedreiro Francisco Ferreira).
- Claustro do Colégio de S. Tomás, Rua da Sofia, Coimbra (início em 1555).[10]
- Claustro do Colégio de S. Jerónimo (edifício pertence à Universidade de Coimbra), Largo Dom Dinis, Coimbra (início em 1565).[11]